# If I'm James Dean, You're Audrey Hepburn
If I'm James Dean, You're Audrey Hepburn è un singolo del gruppo musicale statunitense Sleeping with Sirens, il secondo estratto dall'album di esordio With Ears to See and Eyes to Hear.

## Video musicale
Il 6 agosto 2010 è stato pubblicato un video musicale per la canzone.

## Formazione
Sleeping with Sirens
- Kellin Quinn – voce, programmazione
- Brandon McMaster – chitarra, voce secondaria
- Justin Hills – basso
- Nick Trombino – chitarra ritmica, voce secondaria
- Gabe Barham – batteria

Produzione
- Cameron Mizell – mixaggio, mastering, produzione, ingegneria acustica, programmazione